# Hunor Szőcs
Hunor Szőcs (* 24. März 1992 in Târgu Mureș) ist ein rumänischer Tischtennisspieler. Er spielt in der Bundesliga für den SV Werder Bremen. Hunor Szőcs hat eine jüngere Schwester, Bernadette Szőcs, die ebenfalls rumänische Tischtennis-Nationalspielerin ist.

## Werdegang
Hunor Szőcs spielte unter anderem für den Schweizer Club TTC Neuhausen, die deutschen Vereine TTS Borsum, TTC indeland Jülich und seit 2014 in der TTBL (Tischtennis-Bundesliga) für den SV Werder Bremen. Nach der Europameisterschaft 2016, bei der er unter anderem den an Position 5 gesetzten Tiago Apolónia schlagen konnte, kam er in der Weltrangliste zum ersten Mal unter die besten 100. 2022 wechselte er zum französischen Klub Metz TT.

## Erfolge
- Europameister Einzel Schüler 2007
- Europameister Doppel Jugend 2010
- Rumänischer Einzelmeister Herren 2012[4]